# بخش دوآب صمصامی
بخش دوآب صمصامی یکی از بخش‌های شهرستان کوهرنگ در استان چهارمحال و بختیاری است.

## تقسیمات کشوری
- بخش دوآب صمصامی
  - دهستان دوآب
  - دهستان شهریاری

شهر : صمصامی

## جمعیت
براساس سرشماری مرکز آمار ایران در سال ۱۳۹۵، جمعیت بخش دوآب صمصامی ۹۹۳۰ نفروازقوم غیورلر بوده‌است.